# Christenanarchisme
Christenanarchisme is het streven naar anarchisme, d.w.z. een samenleving zonder afgedwongen externe autoriteiten, gebaseerd op (elementen van) het christendom. Christenanarchisten beroepen zich vaak op voorgangers uit de geschiedenis van het christendom en (veelal) op passages uit Jesaja, Micha en de Bergrede. Ze verwerpen de staat als gewelddadig en bedrieglijk. Aangezien anarchisme pas opkwam in verband met de moderne staat, geldt dit ook voor het christenanarchisme, wat veelal gepaard gaat met pacifisme en geweldloosheid. De term is geïntroduceerd door antiklerikaal filosoof (en specialist in de gnosis) Eugen Heinrich Schmitt in verband met Leo Tolstoj en zijn tekst Het koninkrijk Gods.

## Negentiende eeuw

### Adin Ballou(1803-1890)
Deze Amerikaans predikant en pacifist stond afwijzend stond ten opzichte van de staat. Tegelijkertijd verzette hij zich tegen revolutionaire agitatie en bepleitte geweldloos verzet tegen de overheid (in de vorm van petities, vergaderingen en geschriften). Hij noemde zichzelf nadrukkelijk geen anarchist. Anarchisme staat voor hem voor chaos en wetteloosheid. Hij stichtte in 1842 een kolonie in Massachusetts die hij de naam Hopedale Community gaf en waar geen sprake was van dwang, geweld en onderdrukking. De bewoners van de kolonie waren tegen mede-eigenaar van het onroerend goed. Hopedale ging in 1855 ter ziele. Ballou noemde zijn politieke denkbeelden Practical Christian Socialism (Praktisch Christelijk-Socialisme) en Christian Non-Resistance (Christelijke Weerloosheid). In het laatste jaar van zijn leven correspondeerde hij met de Russische schrijver Leo Tolstoj.
- Positie: anarchopacifisme, socialisme, links-libertair

### William Batchelder Greene(1819-1878)
Deze Amerikaanse predikant behoorde tot de unitarische kerk. Greene geloofde dat alle mensen gelijk waren en was tegen iedere vorm van privileges. Hij behoorde tot de anarchistische stroming die men het mutualisme noemt. Mutualisten dringen aan op samenwerking tussen individuen om een bepaald doel (meestal economisch) te bereiken waar beide partijen voordeel aan hebben. Hij was een groot voorstander van privébezit, maar vond dat te weinig mensen over bezittingen beschikten. Hij vond dat kleine coöperatieve banken personen geld moesten lenen om hen in staat te stellen om onroerend goed aan te schaffen. De rente moest zeer laag zijn en woeker werd door hem afgewezen. Als iedereen of ieder gezin beschikte over een stuk grond of een eigen huis (mogelijk gemaakt door Mutual Banks) en vervolgens in zijn eigen onderhoud kan voorzien en vrije handel kan drijven zonder overdreven winstbejag wordt de wereld volgens Greene een prettiger plek om te wonen. Hoewel voorstander van privébezit, was hij tegenstander van bezitsvermeerdering en bekritiseerde hij monopolies en was tegen kapitaalvergroting zonder daar arbeid voor te hebben verricht (Money is a medium of exchange, and should be allowed to increase only through labor.) Zijn opvattingen, neergeschreven in verschillende boeken en pamfletten, noemde hij Christian Mutualism en is sterk moralistisch gekleurd. Naast het feit dat hij zich bij het uitwerken van zijn leerstellingen beriep op de Bijbel, stond hij sterk onder invloed van de Franse anarchist Pierre-Joseph Proudhon.
- Positie: individualistisch anarchisme, mutualisme, links-libertair

### Søren Kierkegaard(1813-1855)
Deze Deense filosoof en de grondlegger van het existentialisme was een overtuigd christen maar stond zeer afwijzend ten opzichte van kerkelijke autoriteiten. De kerk, als gezagsinstantie, was vooral bezig met het in stand houden van allerlei privileges en stond in zijn ogen ver af van de boodschap van Jezus Christus. Zijn kritiek betrof niet alleen de kerk, maar allerlei gezagsinstanties, waaronder de overheid. Door de kerk en de overheid op een voetstuk te plaatsen (te vergoddelijken) bleef er weinig ruimte over voor het individu en diens existentiële vragen. Kierkegaard stond onverschillig tegenover de kerk en de staat. Beide instituten vormen een belemmering in het navolgen van Christus.
- Positie: individualistisch anarchisme

### Leo Tolstoj(1828-1910)
Deze Russische schrijver wordt gezien als een van de voornaamste vertegenwoordigers van het christelijk anarchopacifisme. Op grond van de Bergrede was Tolstoj tot de conclusie gekomen dat iedere vorm van geweld moest worden afgewezen. Omdat de christen zijns inziens op geen enkele wijze betrokken mocht zijn bij gewelddadige acties, kon hij zich maar het beste afzijdig houden van iedere vorm van wereldlijke politiek. Net als Kierkegaard stond Tolstoj ook afwijzend ten opzichte van de kerk als instituut en in 1901 werd hij vanwege zijn heterodoxe standpunten als lid van de Russisch-Orthodoxe Kerk geëxcommuniceerd. Hoewel van adellijke komaf en wonend op een landgoed, bepleitte Tolstoj een uiterst sobere levensstijl waarin iedereen zich door middel van handarbeid in zijn of haar noden kan voorzien. Hij wees het leven in de grote stad af en was voorstander van kleine egalitaire gemeenschappen waar mensen met elkaar samen zouden werken. Anders dan zijn grote voorbeeld Ballou (zie boven) stond hij sceptisch tegenover privébezit. Hij verwierp het label anarchist, omdat hij alle politieke ideologieën verwierp. Hij beschouwde zichzelf gewoon als christen. Zijn boek Het Koninkrijk Gods is binnen uw bereik (1894) geldt als een van de belangrijkste documenten binnen het christenanarchisme. Zijn visie op het christendom en levenswandel laat zich in vijf punten vatten:
1. Heb uw vijanden lief (Matt. 5)
2. Wees niet kwaadaardig (of boos) (Matt. 5)
3. Vergeld geen kwaad voor kwaad, overwin het kwaad door het goede te doen (Matt. 5, Rom. 12)
4. Wees niet wellustig (Matt. 5)
5. Leg geen eed af (Matt. 5)

Tolstoj was geïnspireerd door de Doechoboren die op hun beurt weer door hem gesteund werden. Tijdens de Russische Hongersnood (1891) organiseerde hij een alternatieve hulporganisatie om de hongerigen te voeden. Naast pacifist, aanhanger van de soberheidsgedachte en anarchist was Tolstoj ook een vegetariër. 
- Positie: anarchopacifisme, individualistisch anarchisme

De term Tolstojaan(se Beweging) is de naam die gegeven wordt voor aanhangers met het gedachtegoed van Russische schrijver. Van de Engelse tolstojaanse stroming rond het blad New Order is Ebenezer Howard ongetwijfeld de bekendste schrijver. Hij was de theoreticus van de tuinstad. Arvid Järnefelt (1861-1932) was een Fins aristocraat die werkte als advocaat en schrijver van korte verhalen. Toen hij kennis maakte met het gedachtegoed van Tolstoj stopte hij zijn werkzaamheden als advocaat en ging zich toeleggen op het propageren van het tolstojanisme in Finland.

## Twintigste eeuw

### Nederland
Het protestantse christenanarchisme was oorspronkelijk georganiseerd in de Vereniging Internationale Broederschap (met onder meer Anne de Koe) en rond het blad Vrede (opgericht in 1897, mede uitgegeven door Jacob van Rees). Daarnaast van belang was de Rein Leven Beweging (1901-1929), het Vrije Menschen Verbond (1907-1919), de Broederschapsfederatie (in 1918 opgericht door Margaretha Meijboom) en de Bond van Religieuze Anarcho-Communisten (1920-1932, met onder meer Année Rinzes de Jong).
Felix Ortt (1866-1959) was een aanhanger van het pacifisme van Tolstoj maar noemde zich geen tolstojaan, maar "christen-anarchist". Ortt was net als Tolstoj een vegetariër. Daarnaast was hij medestichter van een anarchistische kolonie in Blaricum en werkte hij voor het blad Vrede. Hij was betrokken bij de Rein Leven Beweging die streefde naar een nieuw, ethische mens die afzag van het gebruik van genotsmiddelen, werelds genot, geweld en geslachtsverkeer anders dan voor de voortplanting. Hij was fel tegenstander van vivisectie en pleitbezorger van natuurgeneeskunde. Ortt behoorde tot de vrijzinnige Nederlandse Protestantenbond en had ook interesse in oosterse religies. Wat Ortt onder christenanarchisme verstond schreef hij neer in het boekje Denkbeelden van een Christen-anarchist (19173): "Het ware anarchisme komt overeen met begrip 'broederschap', omdat broederschap onderstelt: vriendschap op den voet van wederkeerige gelijkheid. En 't komt ook overeen met het begrip 'socialisme', omdat dit bedoelt 'samenwerking'; en met 'communisme', omdat dit wil zeggen 'gemeenschapsleven'" (p. 49). Zijn verzet tegen de Staat beschrijft hij op bladzijde 53 van zijn boekje: "Daarom ook ligt het voor de hand, dat wij ons om staatsvorm, om politieken strijd en dergelijke niet bekommeren. Deze kan van belang zijn voor hen, die zich nog voelen in de sfeer van het egoïsme, maar voor wie daar buiten staat heeft dit alles geen beteekenis. (...) Zo is naar mijn meening de aangewezen verhouding tegenover den Staat: 1e. het organiseerend vermogen van den Staat overlaten, die zich daartoe aangetrokken voelen, met waardeering daarvan, voor zoover het inderdaad het welzijn van allen beoogt; 2e. het staatsbestuur, politiek, wetten-maken enz. overlaten aan degenen, die zich nog rangschikken onder de sfeer van het egoïsme, en die meenen, dat een andere sfeer voor den menschheid onbereikbaar is. 3e. tegen het dwingend gezag van den Staat, waar dit onze gewetensvrijheid belemmert, te protesteeren met alle kracht en zoo noodig ons daartegen lijdelijk verzetten, dat is: handelen alsof zulk een gezag niet bestaat" (p. 53). Vooral dit laatste punt is kenmerkend voor christelijk anarchopacifisten.
- Positie: anarchopacifisme, anarchocommunisme, moralisme

Lodewijk van Mierop (1870-1930) was evenals Ortt een tolstojaan en maakte ook deel uit van de kolonie te Blaricum. Ook was hij betrokken bij het antimilitaristische blad Vrede. Dit gold ook voor de vrijzinnige dominee Louis Adriën Bähler (1867-1941) die na een conflict in 1911 zijn predikantschap naast zich neerlegde. Hij bleef echter gedurende zijn verdere leven een overtuigd anarchist. Net als Ortt had hij grote belangstelling voor oosterse godsdiensten (met name het boeddhisme) en alternatieve geneeswijzen. Bähler maakte ook deel uit van de Rein Leven Beweging. Hij werd waarschijnlijk ook sterk beïnvloed door zijn vader die sympathiseerde met de piëtistische heiligingsbeweging.
- Positie: anarchopacifisme, anarchocommunisme, moralisme

Salomon "Sam" van den Berg (Jan Boezeroen) (1874-1923) was een zowel christenanarchist als anarchosyndicalist. Hij was van joodse afkomst en anders dan voorgaande anarchisten, met wie hij overigens nauw in contact stond, was Sam van den Berg afkomstig uit het arbeidersmilieu. Hij was werkzaam in de Rotterdamse haven en actief binnen de anarchistische vakbond. In 1907 was hij een van stakingsleiders tijdens de zogenaamde "elevatoren staking" waar havenarbeiders zich keerden tegen de invoering van grote zuigmachines waarmee heel snel en met weinig mensen een graanschip gelost kon worden. Door de ingebruikname van deze "graanelevatoren" zouden honderden arbeiders hun baan verliezen. Uiteindelijk haalde de staking niets uit, de graanelevatoren kwamen er gewoon. Hij schreef onder het pseudoniem Jan Boezeroen voor het christenanarchistische blad Vrede.
- Positie: anarchopacifisme, anarcho-syndicalisme, moralisme

Bart de Ligt (1883-1938), predikant, was aanvankelijk christensocialist maar brak in 1919 met de georganiseerde godsdienst en ontwikkelde zich tot anarchist. Hij was toen echter al geen christen meer. Zijn pacifisme en antimilitarisme die hij ontwikkelde tijdens zijn periode als christensocialist bleef hij echter altijd trouw.
- Positie: anarchopacifisme, socialisme

Kees Boeke (1884-1966), quaker, was een overtuigd pacifist en onderwijsvernieuwer. Hij hield er anarchistische denkbeelden op na. Hilbrandt Boschma, die een boekje aan hem wijdde, schrijft: "De Staat in een schepping van den Booze, een duivel in het gewaad van een engel des Lichts."
- Positie: anarchopacifisme

Hilbrandt Boschma (1869-1954) was aanvankelijk militair, daarna onderwijzer en uiteindelijk (ethisch-orthodox) evangelist in Ruurlo (1905-1938). Hij was een uitgesproken antimilitarist en pacifist. Hij heeft altijd nadrukkelijk beweert géén anarchist te zijn, maar toch buitengewoon kritisch is over de staat: "Ik sta tegenover den Staat, zooals is staan zou tegenover een ondeugend en slecht-oppassend familielid, dien ik wel help ondersteunen en dien ik terwille van de banden des bloeds niet kan nalaten lief te hebben, maar waar ik toch liefs zoo min mogelijk mee in aanraking kom." Nog stelliger: "Er is wel geen enkel huisgezin, ook niet in de gemeenste achterbuurten, dat zoo goddeloos is als het huisgezin van den Staat" In zijn boek Christendom, staatsmacht en vorstenverering (1937), geschreven naar aanleiding van het huwelijk van prins Bernhard en prinses Juliana, probeert hij een juiste houding t.o.v. de staat te zoeken. Zijn kritiek t.o.v. de staat hangt nauw samen met zijn strikte pacifisme. 
- Positie: Pacifisme

### België
Jean Van Lierde (1926-2006), rooms-katholiek, was gedurende de Tweede Wereldoorlog actief binnen het verzet, maar ontpopte zich daarna tot een radicaal-pacifist. Als dienstweigeraar werd hij veroordeeld tot dwangarbeid in de mijnen. In jaren vijftig ontwikkelde hij zich tot een krachtig tegenstander van het kolonialisme en na de onafhankelijkheid van Belgisch Congo (1960) raakte hij bevriend met de eerste minister-president van de republiek Congo, Patrice Lumumba. Hij was enige tijd adviseur van Lumumba. Hij stond kritisch ten opzichte van traditionele machtsinstituten zoals de staat. Hij beschouwde zich als een volgeling van Tolstoj en was actief binnen libertaire kringen.
- Positie: pacifisme, libertair socialisme

### Internationaal
In de Verenigde Staten kwam in de jaren dertig van de twintigste eeuw de Catholic Worker-beweging op. Deze combineert trouw aan de kerkelijke roomse hiërarchie met uitgesproken anarchisme. Enkele namen:
Dorothy Day (1897-1980) en Peter Maurin (1877-1949) waren in 1933 de grondleggers van de Catholic Worker Movement. Deze beweging vermengd libertair socialisme met distributisme en staat een vorm van christen-anarchisme voor. Day en Maurin, die beide sterk werden beïnvloed door het personalisme beschouwden zichzelf ook als anarchist. Kenmerkend voor Day en Maurin, maar ook voor hun volgelingen, is hun pacifisme. Dorothy Day was daarin ook erg activistisch: zij was tegen deelname van de Verenigde Staten aan de Tweede Wereldoorlog en tegen de Amerikaanse interventie tijdens de Vietnamoorlog. Daarnaast was zij tegen iedere vorm van staatsinmenging in het persoonlijke leven, maar ook tegen een verplicht sociaal stelsel. Zij weigerde soms om federale inkomstenbelasting te betalen en maakte nimmer gebruik van haar stemrecht. Zowel Day als Maurin lieten zich inspireren door Proudhon (mutualisme) en Kropotkin (anarchocommunisme). Anders dan de laatste waren zij niet tegen privé-eigendom ("Property is proper to man"). Hun opvattingen worden wel omschreven als anarchodistributisme dat vooral verwant is aan het mutualisme.
- Posities: anarchopacifisme, distributisme, mutualisme, libertair socialisme, katholieke sociale leer

Ammon Hennacy (1893-1970) was van oorsprong een Quaker maar ging in 1952, onder invloed van Dorothy Day over tot het katholicisme. Hij was zijn hele leven een strijdbaar pacifist, socialist en een groot deel van zijn leven anarchist. Hij verzette zich ook tegen het afdragen van belastingen. In 1965 brak hij met de katholieke kerk en werd een niet-sektarisch christen. Na zijn verwijdering van het katholicisme had hij grote kritiek op de apostel Paulus die volgens hem een leer presenteerde die volledig vreemd was aan de leer van Jezus Christus. Hij leefde een uiterst sober leven en introduceerde het concept van de One-Man Revolution (zelfverbetering van het individu) waarin hij zich keerde tegen geweld, zonde en dwang. Ook weigerde hij de juridische macht te erkennen. Hennacy werd sterk beïnvloed door Dorothy Day, Tolstoj en Gandhi.
- Positie: anarchopacifisme, libertair socialisme

Vernard Eller (1927-2007) was een pacifist die weliswaar erkende dat er overheden waren, maar dat deze alleen door God werden getolereerd. Christenen moeten volgens hem wel de staat gehoorzamen, omdat ongehoorzaamheid aan de overheid zou kunnen leiden tot een gewelddadige confrontatie, hetgeen niet strookt met zijn pacifistische opvattingen. Net als Ellul is Eller van mening dat een overheid wel een bepaalde functie heeft in Gods heilsplan. Hij is er niet van overtuigd dat het ontbreken van een overheid zou leiden tot een meer vreedzame of ordelijke wereld. Hij geeft een heel andere interpretatie aan Romeinen 13, het Schriftgedeelte waarin Paulus onderdanigheid van christenen aan de overheid bepleit. Van een aanzet tot christelijke politiek is in dit Schriftgedeelte in z'n geheel geen sprake. Paulus roept christenen niet op om overheidsfuncties te bekleden of dienst te nemen in het leger. We moeten ons zoveel mogelijk aan regels van de overheid houden, waaronder belasting betalen. Daar waar de overheid in strijd is met de geopenbaarde godsdienst (bijvoorbeeld dienstplicht, zitting nemen in een jury etc.) moet de christen het Godsgezag laten prevaleren. Dit lijkt grotendeels aan te sluiten bij de traditionele anabaptistische visie op de overheid, maar Eller gaat toch een stuk verder: de overheid en alle andere machtsinstanties (geld, goederen), door Eller aangeduid als "arky's", (van het Griekse archè, macht) zullen vroeg of laat de christen proberen op te eisen, en hier moet men zich dus tegen verzetten. De enige goede "arky" is die van Christus, omdat deze niet op menselijke macht (voor hem synoniem voor onderdrukking) is gebaseerd, maar de macht van liefde. Christenen moeten zich zo min mogelijk aantrekken en inlaten met wereldlijke "arky's" en zijn in die zin anarchist. An-archisme mag echter niet worden opgevat als "tegen de macht", maar als zijnde indifferent, niet onder de indruk zijn van de macht, sceptisch staan tegenover macht Het is echter niet hetzelfde als sociaal quiëtisme, inzet voor de naasten, het verbeteren van het lot van de medemens, het hoort allemaal bij het christen-zijn en van een terugtrekken uit de wereld kan geen sprake zijn. Eller was een voorganger bij de Kerk van de Broeders, een protestantse kerkgemeenschap dat geworteld is in het pacifisme en anabaptisme. De kerk geldt als een van de historische vredeskerken. Een kenmerk dat Eller gemeen had met Hennacy was zijn sobere levensstijl. Anders dan Hennacy was Eller niet activistisch. Zijn boek Christian Anarchy (1987) laat duidelijke invloeden zien van Karl Barth, Jacques Ellul en vader en zoon Johann en Christoph Blumhardt.
- Positie: anarchopacifisme

Verwant aan de Catholic Worker Movement is de Ploughshare-beweging die onder haar leden telde:
- Daniel Berrigan
- Philip Berrigan
- Kees Koning

Jacques Ellul (1912-1994) was een Frans protestants (calvinistisch) filosoof, socioloog en theoloog. Zijn christen-anarchisme is sterk verwant aan dat van Vernard Eller. Het was sterk pacifistisch gekleurd: voor hem betekende het begrip "anarchie" in de eerste plaats het afwijzen van iedere vorm van geweld. Ellul identificeerde de staat en politieke macht met het beest in het boek Openbaring van Johannes. Hij interpreteert Romeinen 13 op eenzelfde wijze als Eller dat deed. Ellul had grote kritiek op techniek (met name technologische efficiëntie) en ziet deze laatste als voertuig van de secularisatie. Daarnaast beschouwde hij de technologische vooruitgang als een zeer ernstige bedreiging voor de menselijke vrijheid. Hij staat niet alleen kritisch t.o.v. de staat, maar ook t.o.v. de kerk als instituut. Kierkegaard, Marx en Barth (dialetiek), maar ook de anarchisten Proudhon en verrassenderwijs Mikhail Bakoenin oefenen invloed uit op zijn denken. Volgens Ellul hoeft een christen niet per se een anarchist te zijn, maar als hij zich op het gebied van politiek wil bewegen, dan blijft alleen het anarchisme volgens hem over als enige optie. Blijft de vraag of Ellul nu een christen-anarchist of een christelijke anarchist was. Deze vraag probeerde hij te beantwoorden in zijn Anarchie et Christianisme (1987). Naast een van de belangrijkste christen-anarchisten, wordt Ellul ook gerekend tot voordenkers van het ecoanarchisme (vanwege zijn kritiek op technologische vooruitgang, zijn kritiek op urbanisatie en voorkeur voor een eenvoudige levensstijl).
- Positie: anarchopacifisme, anarcho-syndicalisme, ecoanarchisme

Simone Weil (1909-1943) was een Française van (niet-religieuze) joodse afkomst. Zij was aanvankelijk marxiste, maar keerde zich later van het marxisme af en werd anarchiste. In 1936 sloot ze zich tijdens de Spaanse Burgeroorlog aan bij een anarchistische militie in Catalonië. In 1937, na een ernstig ongeluk, keerde ze echter weer in Frankrijk terug. In 1937/1938, na verschillende mystieke ervaringen volgde haar overgang tot het een mystieke vorm van het katholieke christendom, maar zag af van het doopsel en werd daarom niet formeel rooms-katholiek. Ze verbleef aan het begin van de Tweede Wereldoorlog bij de non-conformistische Franse filosoof Gustave Thibon (1903-2001), met wie zij een voorliefde deelde voor middeleeuwse christelijke mystici. Thibon, die anders dan Weil, nogal traditionalistisch van aard was, was evenals Weil geïnteresseerd in het gedachtegoed van de anarchist Proudhon In 1942 ging ze via Marseille en Casablanca naar Engeland en sloot zich daar aan bij de Vrije Fransen. Ze werkte als redactrice voor France Libre, raakte overwerkt en overleed in de zomer van 1943 aan een combinatie van uitputting, ondervoeding en tuberculose.
- Positie: anarcho-syndicalisme, anarchopacifisme, mysticisme

Nikolaj Berdjajev (1874-1948) was een Russisch godsdienstfilosoof behorend tot de Russisch-Orthodoxe Kerk. Hij werd aanvankelijk beïnvloed door het marxisme, maar brak daarmee omdat dat volgens hem te weinig ruimte liet voor de individuele persoonlijkheid. Nadien voelde hij zich aangetrokken tot het liberalisme, maar voelde zich niet thuis in de kring van liberale intellectuelen. Hij wordt gerekend tot het christen-anarchisme. Hij heeft zich in ieder geval een aantal keer positief uitgelaten over het anarchisme. Van hem is de uitspraak: "De religieuze waarheid in het anarchisme bestaat hierin dat [menselijke] machtsuitoefening over de [mede]mens verbonden is met zonde en kwaad; dat een staat van perfectie een staat is waar machtsuitoefening van de ene over de andere mens afwezig is, dat is samengevat: anarchie. Het Koninkrijk van God is vrijheid en de afwezigheid van zo'n vorm van machtsuitoefening - het Koninkrijk van God is anarchie" Hierbij moet worden aangetekend dat Berdjajev geloofde dat God in zo'n geval direct Koning is over de mensen. Aangezien God liefde is, is Zijn heerschappij ook gegrond op liefde. Hij gebruikt als synoniem voor zo'n vorm van christen-anarchisme ook wel de term theocratie. Hiermee bedoelt hij wel iets totaal anders dan de gebruikelijke invulling van deze term, namelijk mensen die op basis van hun eigen interpretatie van God of de Openbaring (al dan niet vervat in een heilig geschrift) over andere mensen regeert, maar op basis van het concept dat mensen niet in staat zijn om over andere mensen te heersen, en God dus rechtstreeks over hen regeert. Deze Godsregering is volgens Berdjajev al een (onzichtbaar) feit, maar zal uiteindelijk ook zichtbaar doorbreken: "Uw wil geschiede op aarde, zoals in de hemel." Berdjajev blijkt een tegenstander te zijn van politieke systemen, of deze nu gegrond zijn op kapitalisme of communisme. Al deze filosofieën slokken de individuele mens op en belemmeren juist zijn ontplooiing. Alleen de waarlijk godsdienstige mens is in staat om als vrij mens te leven. Wel kan hij bepaalde waarheidselementen in verschillende ideologieën waarderen. Dat betekent dat er zowel in het liberalisme (kapitalisme), communisme als socialisme elementen van waarheid zijn terug te vinden, maar dat een zogenaamde "derde weg" die getuigt van waarheid, liefde en gerechtigheid – kortom, de christelijke weg – de ware weg is. Hij beschrijft zo'n weg als "religieus socialistisch", dat hij nogal personalistisch schijnt op te vatten. Hij was een fel tegenstander van het caesaropapisme (de Kerk ondergeschikt aan de Staat) van de Orthodoxe Kerk tijdens het tsarisme. Hij vond dat de oosterse orthodoxie het originele christendom het beste benaderde, zeker in haar spiritualiteit. Hij was echter tegen kerkelijke dwang (zo opgevat dat de overheid in naam van de Kerk zou moeten optreden), dat zag hij als een brute inperking van de persoonlijke vrijheid. Hij was geen pacifist.
- Positie: personalisme, "spiritueel" anarchisme[37][38]

Archimandriet Spiridon (1875-1930), een Russisch-orthodox geestelijke die vanwege zijn pacifistische opvattingen voortdurend in conflict raakte met de kerkelijke instanties en de overheid. Voor de Eerste Wereldoorlog was hij werkzaam als biechtvader in Siberische strafkampen, waar hij geraakt werd door de onmenselijke omstandigheden waarin de gevangenen verkeerden. Tijdens de Revolutie in 1905 werd hij gevangengezet vanwege zijn betrokkenheid bij het opstellen van een aan de tsaar gerichte petitie waarin werd gevraagd om lotsverbetering van de gevangenen. Na een jaar huisarrest (1906) richtte hij zich ook op de droevige leefomstandigheden van de arbeiders in grote steden. Zijn bekering tot het anarcho-pacifisme vond plaats gedurende de Eerste Wereldoorlog: als aalmoezenier was hij aanvankelijk een geestdriftig aanhanger van de oorlog, maar na het zien van alle verschrikkingen werd hij een pacifist. Hij keerde zich vervolgens tegen de staat en wees als zondeval van het christendom de vierde eeuw aan toen de Romeinse overheid de christelijke kerk tot staatskerk maakte en de kerk op haar beurt alle beperkingen voor christenen in staats- en krijgsdienst ophief ("Hiermee eindigde het gouden tijdperk van de Kerk"). Hij werd vervolgens van het front verwijderd en onder huisarrest gesteld. Na de Russische Revolutie (1917) begroette hij de scheiding van kerk en staat en tijdens de burgeroorlog was hij werkzaam onder spoorwegarbeiders van Kiev. Hij werd parochiepriester en voerde enkele liturgische vernieuwingen door. Hij raakte in conflict met de kerkelijke autoriteiten toen deze besloten samen te werken met de Sovjetregering. Hij stierf een natuurlijke dood in 1930. Hij stond enigszins onder invloed van Tolstoj, maar het is vooral de Eerste Wereldoorlog geweest die van hem een onverzoenbare tegenstander van staat ("de ergste vijand van Christus") en van de staatskerk ("totale en openlijke verraad aan Christus"). maakte.
- Positie: anarchopacifisme

Théodore Monod (1902-2000), een Fransman en domineeszoon, was een natuuronderzoeker, geoloog en paleontoloog, die vooral onderzoek deed in Afrika. Hij was een onorthodoxe protestant, vegetariër, ecoloog, strijdbaar pacifist (fel tegenstander van de Algerijnse Oorlog en de atoombom) en zelfverklaard christen-anarchist. Tijdens de Tweede Wereldoorlog weigerde hij samen te werken met de collaborerende autoriteiten in Vichy.
- Positie: anarchopacifisme

Enkele verschillende losse denkers:
- Jacques Ellul
- Vernard Eller
- Dave Andrews
- Paul Virilio

Van Karl Barth, de grootste protestantse theoloog van de twintigste eeuw, wordt wel gezegd dat zijn politiek-maatschappelijke oriëntatie naar het anarchisme neigde. De ontwikkeling van zijn theologie maakt het echter onmogelijk hem verder in verband te brengen met een van de eerder genoemden.

## Eenentwintigste eeuw
Dave Andrews (1951) is een Australisch christen-anarchist en pacifist. Hij woont en werkt (o.a. als gemeenschapswerker) in Brisbane en is auteur van het boek Christi-Anarchy. Hij is een pleitbezorger van de rechten van de aboriginals.
- Positie: anarchopacifisme

Jacques de Guillebon (1978) en Falk van Gaver (1979), beide uit Frankrijk, publiceerden in 2012 het boek L'anarchisme chrétien en liet zich niet alleen inspireren door Bijbelse teksten en christelijk anarchisten (Ellul), maar ook door Proudhon. In 2015 kwam er een vervolg met de titel: Anarchrist, Une histoire de l’anarchisme chrétien. De Guillebon, een journalist met sympathie voor het traditionalistische katholicisme, is een criticus van het hedendaagse liberalisme en onderhoudt banden met zowel linkse als rechtse denkers. Hij is zeer controversieel en houdt er homofobe standpunten op na. Falk van Gaver is een radicale ecologist, conservatief en socialistisch, fel anti-kapitalistisch, die streeft naar een Frankrijk dat uit allemaal kleine communes bestaat. Hij laat zich daarvoor inspireren door Ellul, Proudhon, Charles Maurras en George Orwell. Hij beschouwt het anarchisme als een radicale vorm van liberalisme. De moderne industriële staat wordt gezien als het grote kwaad: het is voornamelijk schuldig aan de huidige milieuproblematiek. Het christen-anarchisme van De Guillebon en Van Gaver is sterk elitair (en ontoegankelijk) gekleurd, traditionalistisch, katholiek en vooral syncretisch.
- Posities: traditionalisme, personalisme

Greg Boyd (1957) is een Amerikaanse evangelisch theoloog (hoogleraar) en voorganger van de Woodland Hills Church in St. Paul, Minnesota (een zogenaamde "Mega Church"). Hij is een scherp criticus van de link tussen christelijke opvattingen en rechtse politiek. Volgens hem staat het Koninkrijk van God los van de machtsstructuren en dienen christenen het voorbeeld van Jezus te volgen door geen machtspositie na te streven. Hij is vooral bekend geworden met zijn boek The Myth of a Christian Nation waarin hij zich keert tegen het nationalisme. Hij wordt de laatste jaren steeds meer beïnvloedt door het anabaptisme van de mennonieten. Hij is verder een vegetariër, pacifist en aanhanger van de annihilatie-theorie.]
- Posities: anarchopacifisme

## Verwante stromingen
- Anarchopacifisme
- Christensocialisme